# 阮志柏
阮志柏（1950年12月—2012年5月13日），安徽全椒人，原成都军区副司令员，中国人民解放军中将军衔。第十一届全国人大代表。
阮志柏毕业于中央党校经济管理专业。1968年加入中国人民解放军后，长期在后勤部门任职、从事军事经济管理工作，曾担任过南京军区后勤部财务部部长，总后勤部财务部副部长等。2005年出任中国人民解放军审计署审计长。2008年升任成都军区副司令员，成为解放军中首位从审计署审计长任上调大军区领导者。2010年7月晋升为中将军衔。2012年5月13日，阮志柏因病救治无效，在北京逝世，享年62岁。